# Wucheng (köpinghuvudort i Kina, Jiangxi Sheng, lat 29,18, long 116,00)
Wucheng är en köpinghuvudort i Kina. Den ligger i provinsen Jiangxi, i den sydöstra delen av landet, omkring 57 kilometer norr om provinshuvudstaden Nanchang. Antalet invånare är 15 024. Befolkningen består av 7 523 kvinnor och 7 501 män. Barn under 15 år utgör 27,0 %, vuxna 15-64 år 63 %, och äldre över 65 år 8,0 %.
Runt Wucheng är det tätbefolkat, med 356 invånare per kvadratkilometer. Närmaste större samhälle är Liaonan, 13,5 km norr om Wucheng. Trakten runt Wucheng består till största delen av jordbruksmark.
Genomsnittlig årsnederbörd är 2 294 millimeter. Den regnigaste månaden är maj, med i genomsnitt 338 mm nederbörd, och den torraste är januari, med 74 mm nederbörd.